# The Clock
The Clock is een Amerikaanse dramafilm uit 1945 onder regie van Vincente Minnelli.

## Verhaal
Wanneer korporaal Joe Allen in New York aankomt, heeft hij nog twee dagen verlof voor zijn vertrek naar het front. Hij ontmoet Alice Mayberry en spendeert een dag en nacht met haar. Ze worden verliefd en willen nog voor Allens vertrek trouwen. Ze hebben maar weinig tijd om alle formaliteiten in orde te brengen.

## Rolverdeling
| Acteur            | Personage           |
| ----------------- | ------------------- |
| Judy Garland      | Alice Maybery       |
| Robert Walker     | Korporaal Joe Allen |
| James Gleason     | Al Henry            |
| Keenan Wynn       | Dronkenman          |
| Marshall Thompson | Bill                |
| Lucile Gleason    | Mevrouw Henry       |
| Ruth Brady        | Helen               |